# José Sancho Marraco
José Sancho Marraco (La Garriga (Barcelona), 27 de febrero del 1879 - ibídem, 16 de septiembre del 1960) fue un músico español, fue organista y maestro de capilla de la Catedral de Barcelona, además de un compositor muy prolífico.
El fondo de partituras de José Sancho Marraco se conserva en la Biblioteca de Cataluña.

## Biografía
Músico precoz, comenzó su formación musical a los siete años. Sus cualidades hicieron que su familia lo enviaran a estudiar en Barcelona con los maestros Domènec Mas Serracant, Josep Viñas Díaz y con el maestro de capilla de la Catedral de Barcelona, su tío José Marraco Ferrer (este, hijo del también músico y compositor Josep Marraco Xauxas). José Sancho fue escolano cantor en la catedral de Barcelona; a los dieciséis años se incorporó como organista en la parroquia de San Agustín de Barcelona, y en 1907 se convirtió en el maestro de capilla, para permanecer hasta el 1957. También ejerció de director musical del teatro Romea de Barcelona entre los años 1898 y 1908 y, en 1912, recibió el nombramiento de censor de la Asociació Ceciliana Española.
Alcanzó el nombramiento de maestre de capilla de la Catedral de Barcelona en 1923, en donde ya hacía de organista. Fue, igualmente, organista de la iglesia de San Severo, dirigió la Academia de Música de la Casa Provincial de la Caridad y también llevó al Orfeón Montserrat de Barcelona. A partir del 1932, además, fue vocal de la Comisión Diocesana de música religiosa de la Archidiócesis de Barcelona. Colaboró con el P. Nemesio Otaño en su Antología Moderna Orgánica Española (1909) y en antologías de música religiosa. También en París redactó un método de solfeo superior. También trabajo en Lieja y en Leipzig.
Compuso más de quinientas obras, tanto de carácter religioso como profano. Destacan:
- la Missa de Sant Joan Ante Portam Latinam
- la Missa brevis (1901)
- la genial Multifariam

Su producción abasta una quincena de Misas, Zarzuelas, gozos, himnos, canciones para coro y para voz y piano, bailables, habaneras, carámbanos, obras para orquestas, bandas, coplas, órganos, tríos, cuartetos, quintetos... También hizo más de doscientos arreglos para pequeña formación de obras de Beethoven, Wagner, Verdi, Lluís Millet, Ruperto Chapí, Händel, Bach, Gounod y muchos otros compositores. Como compositor, su estilo es eminentemente polifónico, siguiendo el maestrazgo de los grandes maestros españoles del siglo XVI. Participa en un gran número de concursos musicales y fue premiado repetidamente. La Biblioteca de Cataluña conserva, por donación de su familia, gran cantidad de composiciones y otra documentación de José Sancho Marraco, de su abuelo José Marraco Xauxas y de su tío, José Marraco Ferrer.
Su pueblo natal, La Garriga, le dedicó una calle en 1921 y le nombró hijo predilecto en 1943. El año 1958 le fue impuesta la Medalla al Mérito Artístico de la ciudad de Barcelona.

## Obras (selección)
- Celtibèriques (1919), para gran banda. Comprende: Temps de sevillanes, Cants populars gallegos y Temps de sardana.
- Fantasia sobre temes populars catalans: Els Miquelets de França (1918), para banda y para gran orquesta.
- Gavota (1898), para banda.
- Glosses, para orquesta.
  - Glossa I. Comprende El pastoret, El bon caçador, Xirongu: ballet del Penedès.
  - Glossa II Temes populars catalans (1920). Comprende El pardal, L'alabau y ''Ball de gegants de Solsona.
  - Glossa III (1920). Comprende el Hereu Riera, El Comte Arnau y El poder del cant.
  - Glossa IV. Comprende La pastoreta, Caterina d'Alió, La presó del rei de França.
  - Glossa V. Comprende El pastor de la Cortada, La melindrosa, Ball de figuetaires del Penedès.
  - Glossa VI Nadalenca. Comprende las piezas Ballarem una sardana. Bella companyia, El desembre congelat y Fum, fum, fum.
- Idilio, para orquesta.
- Lobelia, mazurca para orquesta.
- Marxa catalana: Penedès (1922), para orquesta y para banda, sobre temas populares del Panadés. Comprende Ball de figuetaires y las canciones La ugida y Santa Agnès.
- Marxa triomfal (1902), para orquesta.
- Melancolia: nocturn (1899), para violín y piano.
- Minuet en La, para dos violines, violoncelos, contrabajos y piano.
- Montserrat (1897), para flauta, violoncelo y piano.
- Multifariam: cantata sacro-sinfónica (1925), para tenor, barítono, coro, órgano y orquesta.
- Murmullos de la selva (1897), para flauta, violoncelo y piano.
- L'orfaneta: romança, para dos violines, viola, violoncelo y contrabajo.
- Pregària (1899), para quinteto de cuerda.
- Quartet de corda (1897)
- Suite Celtibèrica, para orquesta. Comprende los Cantos Gallegos 1 y 2, y la sardana La Devesa.
- Tríptic: petita simfonia en forma de coral, para gran orquesta.

### Música coral y para la escena
- La barretina (1898), para coro, con letra de Jacinto Verdaguer.
- Cançó de bressol, para coro.
- Cançó de maig (1898), para voz y piano, letra de Apel·les Mestres.
- Cançó del lladre (1919), para coro de cuatro voces mixtas y solos de tenor y soprano.
- Canto a la primavera (1899), para cuatro voces y orquesta.
- Un diputado de oposición (1905), zarzuela en un acto. Letra de Juan Chacón Hernández.
- Donzella qui va a la guerra (1906), drama con música de José y Joan Baptista Lambert Caminal. Letra de Manuel de Montoliu de Togores.
- L'espigolera (1898), per a quatre veus, amb lletra de Ramon Masifern Marcó.
- La estrella, villancico para dueto de tiples y coro.
- La florida del maig (1898), para coro. Letra de Frederic Soler Hubert.
- Himno del Tercio Norte, dedicado a la unidad de Infantería de Marina de la Armada Española.[2]
- In medio ecclesiae (1912), para coro mixto con acompañamiento de órgano. Escrita para el III Congreso Nacional de Música Sagrada, de Barcelona.
- La Mare de Déu (1897), para coro de cinco voces solas, letra de Francesc Pelagi Briz ernàndez.
- Mariagneta (1919), para coro de seis voces mixtas y solo de tenor.
- El mestre, para coro de cuatro voces mixtas y solo de soprano.
- Missa de Glòria de la Verge del Roser (1902), para dos coros, órganos y contrabajo.
- Missa de Sant Agustí (1914), para tres voces, órgano o harmónium y orquesta.
- Missa de Sant Joan Ante Portam Latinam (1907), para cuatro voces mixtas y orquesta.
- Oración de la noche, letra de la canción de la Armada Española.[3]
- Retorn (1921), drama lírico en tres actos, con libreto de Miquel Roger Crosa. Existe una reducción para cuarteto de cuerda, piano y harmónium. Comprende la sardana del mismo título.
- Los reyes de la inocencia (1905), zarzuela en un acto, con letra de A. Guart Martín
- Sortint d'Egipte (1901), poema para orquesta, con letra de Jacinto Verdaguer.
- Stabat Mater (1907), para tres voces y orquesta.
- Te Deum (1902), para tres voces y orquesta.

### Sardanas
- A els camioners de Puig-graciós (1951)
- L'arnera (1947)
- Catalanesca (1917), para dos coplas.
- L'enjogassada (1907)
- L'estany de Banyoles (1922), para a cuatro voces mixtas y copla. Letra de Miquel Roger.
- La fadrina (1916), premiada en los Juegos Florales de Gerona del 1916.
- La garlanda (1917)
- Gentilesa (1913), sobre la música de La presó del Rei de França. Instrumentada también para banda.
- La goja (1906). Instrumentada también para orquesta, para banda y para conjunto de piano, harmónium y cuerda
- Juliana (1950)
- El maig en Montserrat (1956). Existe versión para dos coplas.
- La minyona de l'Empordà (1908)
- Muntanyes regalades, harmonización para coro de la canción popular.
- Narcisa (1917), para dos coplas. Instrumentada también para orquesta.
- Les nines de la Cerdanya (1920)
- La pastoreta
- Puig-graciós (1947)
- Remembrant (1950)
- Retorn (<1923), para cuatro voces mixtas y copla. También existe una versión para banda y para quinteto. de cuerda y piano. Letra de Miquel Roger.
- Rosanés (1945). Instrumentada también para banda.
- Roselles i violetes (1917)
- Segarrenca (1956), sobre temas populares de La Segarra.
- Tagamanent (1950)
- El testament d'Amèlia (1906), premiada en el Certamen de Sardanas de Gerona.
- Els Tremolencs (1909). Instrumentada también para banda.
- Vallivert (1947)

### Publicaciones sobre José Sancho
- Camil Geis Parragueras. Josep Sancho i Marraco, en Revista de Girona, núm. 90 (1980). (en catalán)
- Diversos autores. Retrats de garriguencs il·lustres. 1ª ed. La Garriga: Edicions del garbell, 2009. (en catalán)

### Publicaciones de José Sancho
- J.S.M. Nocions de solfeig Barcelona: Lit. Casa de Caritat, 1935.
- J.S.M. Cançons escolars pera'ls infants Gerona: Dalmau Carles y cia., s.d.
- J.S.M. Cantos religiosos a una voz con acompañamiento de harmonium ú órgano (texto catalán y castellano) Barcelona: Casa Dotesio, 1914